# Discografia degli Slipknot
La discografia degli Slipknot, gruppo musicale heavy metal statunitense attivo dal 1995, comprendente sette album in studio, tre album dal vivo, due raccolte, un EP, un demo, quattro album video e oltre venti singoli.

## Album

### Album in studio
| Anno                                                                                               | Titolo | Classifiche | Classifiche | Classifiche | Classifiche | Classifiche | Classifiche | Classifiche | Classifiche | Classifiche | Classifiche | Classifiche | Classifiche | Certificazioni                                                                       |
| Anno                                                                                               | Titolo | USA         | AUS         | AUT         | BEL (FL)    | FRA         | GER         | ITA         | NLD         | NZL         | SWE         | SWI         | UK          | Certificazioni                                                                       |
| -------------------------------------------------------------------------------------------------- | --- | ----------- | ----------- | ----------- | ----------- | ----------- | ----------- | ----------- | ----------- | ----------- | ----------- | ----------- | ----------- | ------------------------------------------------------------------------------------ |
| 1999                                                                                               | Slipknot - Pubblicato: 29 giugno 1999 - Etichetta: Roadrunner - Formati: CD, MC, LP, download digitale                    | 51          | 32          | 44          | —           | 175         | 57          | —           | 42          | 49          | 53          | —           | 37          | - AUS: Platino - CAN: Platino - NLD: Oro - UK: Platino - USA: Platino (2)            |
| 2001                                                                                               | Iowa - Pubblicato: 28 agosto 2001 - Etichetta: Roadrunner - Formati: CD, LP, download digitale                            | 3           | 2           | 8           | 4           | 7           | 4           | 5           | 15          | 5           | 10          | 13          | 1           | - AUS: Oro - CAN: Platino - GER: Oro - NLD: Oro - UK: Platino - USA: Platino         |
| 2004                                                                                               | Vol. 3: (The Subliminal Verses) - Pubblicato: 25 maggio 2004 - Etichetta: Roadrunner - Formati: CD, LP, download digitale | 2           | 2           | 5           | 6           | 6           | 2           | 14          | 14          | 3           | 2           | 8           | 5           | - AUS: Platino - CAN: Platino (2) - GER: Oro - NZL: Oro - UK: Platino - USA: Platino |
| 2008                                                                                               | All Hope Is Gone - Pubblicato: 26 agosto 2008 - Etichetta: Roadrunner - Formati: CD, LP, download digitale                | 1           | 1           | 2           | 5           | 3           | 2           | 3           | 6           | 1           | 1           | 1           | 2           | - AUS: Oro - CAN: Platino - GER: Oro - NZL: Oro - UK: Oro - USA: Platino             |
| 2014                                                                                               | .5: The Gray Chapter - Pubblicato: 17 ottobre 2014 - Etichetta: Roadrunner - Formati: CD, 2 CD, 2 LP, download digitale   | 1           | 1           | 2           | 12          | 8           | 2           | 6           | 13          | 2           | 3           | 1           | 2           | - AUS: Oro - AUT: Oro - CAN: Platino - GER: Oro - UK: Oro - USA: Oro                 |
| 2019                                                                                               | We Are Not Your Kind - Pubblicato: 9 agosto 2019 - Etichetta: Roadrunner - Formati: CD, 2 LP, download digitale           | 1           | 1           | 3           | 1           | 2           | 2           | 3           | 2           | 2           | 4           | 2           | 1           | - AUT: Oro - CAN: Oro - UK: Oro                                                      |
| 2022                                                                                               | The End, So Far - Pubblicato: 30 settembre 2022 - Etichetta: Roadrunner - Formati: CD, LP, MC, download digitale          | 2           | 1           | 4           | 4           | 5           | 1           | 20          | 6           | 2           | 2           | 1           | 1           |                                                                                      |
| "—" indica una pubblicazione che non si è classificata o che non è stata pubblicata in quel Paese. | |             |             |             |             |             |             |             |             |             |             |             |             |                                                                                      |

### Album dal vivo
| Anno | Titolo | Classifiche | Classifiche | Classifiche | Classifiche | Classifiche | Classifiche | Classifiche | Classifiche | Classifiche | Classifiche | Classifiche | Certificazioni |
| Anno | Titolo | USA         | AUS         | AUT         | BEL (FL)    | FRA         | GER         | ITA         | NLD         | SWE         | SWI         | UK          | Certificazioni |
| ---- | --- | ----------- | ----------- | ----------- | ----------- | ----------- | ----------- | ----------- | ----------- | ----------- | ----------- | ----------- | -------------- |
| 2005 | 9.0: Live - Pubblicato: 30 ottobre 2005 - Etichetta: Roadrunner - Formati: 2 CD, download digitale                                            | 17          | 26          | 18          | 53          | 41          | 24          | 68          | 71          | 40          | 43          | 53          | - USA: Oro     |
| 2017 | Day of the Gusano: Live in Mexico - Pubblicato: 20 ottobre 2017 - Etichetta: Eagle Rock - Formati: CD+DVD, CD+BD, 3 LP+DVD, download digitale | —           | —           | —           | 96          | —           | 25          | —           | —           | —           | —           | —           |                |
| 2023 | Live at MSG - Pubblicato: 18 agosto 2023 - Etichetta: Roadrunner - Formati: 2 LP                                                              | —           | —           | —           | —           | —           | —           | —           | —           | —           | —           | —           |                |

### Raccolte
| Anno | Titolo | Classifiche | Classifiche | Classifiche | Classifiche | Classifiche | Classifiche | Classifiche | Classifiche | Classifiche | Classifiche | Classifiche | Certificazioni |
| Anno | Titolo | USA         | AUS         | AUT         | BEL (FL)    | FRA         | GER         | ITA         | NLD         | SWE         | SWI         | UK          | Certificazioni |
| ---- | --- | ----------- | ----------- | ----------- | ----------- | ----------- | ----------- | ----------- | ----------- | ----------- | ----------- | ----------- | -------------- |
| 2012 | Antennas to Hell - Pubblicato: 23 luglio 2012 - Etichetta: Roadrunner - Formati: CD, 2 CD, 2 CD+DVD, download digitale       | 18          | 16          | 10          | 32          | 86          | 10          | 27          | 79          | 13          | 23          | 22          | - UK: Platino  |
| 2014 | The Studio Album Collection (1999 - 2008) - Pubblicato: 17 ottobre 2014 - Etichetta: Roadrunner - Formati: download digitale | —           | —           | —           | —           | —           | —           | —           | —           | —           | —           | —           |                |

## Extended play
| Anno | Titolo                                                                                               |
| ---- | --- |
| 2023 | Adderall - Pubblicato: 9 giugno 2023 - Etichetta: Roadrunner - Formato: download digitale, streaming |

## Demo
- 1996 – Mate. Feed. Kill. Repeat.

## Singoli
| Anno                                                                                               | Titolo                        | Classifiche | Classifiche | Classifiche | Classifiche | Classifiche | Classifiche | Classifiche | Classifiche | Classifiche | Classifiche | Certificazioni                                             | Album di provenienza                                                  |
| Anno                                                                                               | Titolo                        | USA         | USA Alt.    | USA Main.   | USA Rock    | AUS         | FRA         | GER         | NLD         | SWE         | UK          | Certificazioni                                             | Album di provenienza                                                  |
| -------------------------------------------------------------------------------------------------- | ----------------------------- | ----------- | ----------- | ----------- | ----------- | ----------- | ----------- | ----------- | ----------- | ----------- | ----------- | ---------------------------------------------------------- | --------------------------------------------------------------------- |
| 2000                                                                                               | Wait and Bleed                | —           | —           | 34          | —           | 46          | —           | —           | 52          | —           | 27          | - UK: Oro - CAN: Platino - USA: Platino                    | Slipknot                                                              |
| 2000                                                                                               | Spit It Out                   | —           | —           | —           | —           | —           | —           | —           | —           | —           | 28          | - UK: Argento                                              | Slipknot                                                              |
| 2001                                                                                               | Left Behind                   | —           | —           | 30          | —           | —           | —           | —           | —           | —           | 24          |                                                            | Iowa                                                                  |
| 2002                                                                                               | My Plague (New Abuse Mix)     | —           | —           | —           | —           | —           | —           | —           | —           | —           | 43          |                                                            | Resident Evil: Music from and Inspired by the Original Motion Picture |
| 2004                                                                                               | Duality                       | 106         | 6           | 5           | —           | —           | 74          | 28          | 63          | 35          | 15          | - AUT: Platino - CAN: Platino (3) - ITA: Oro - UK: Platino | Vol. 3: (The Subliminal Verses)                                       |
| 2004                                                                                               | Vermilion                     | —           | 17          | 14          | —           | —           | —           | 74          | —           | —           | 31          |                                                            | Vol. 3: (The Subliminal Verses)                                       |
| 2005                                                                                               | Before I Forget               | —           | 32          | 11          | —           | —           | —           | —           | —           | —           | 35          | - UK: Oro - USA: Platino                                   | Vol. 3: (The Subliminal Verses)                                       |
| 2008                                                                                               | All Hope Is Gone              | —           | —           | —           | —           | —           | —           | —           | —           | 42          | 98          |                                                            | All Hope Is Gone                                                      |
| 2008                                                                                               | Psychosocial                  | 102         | 20          | 7           | —           | —           | 100         | 31          | —           | 28          | 67          | - CAN: Platino (2) - UK: Platino                           | All Hope Is Gone                                                      |
| 2008                                                                                               | Dead Memories                 | —           | 19          | 3           | 25          | —           | —           | —           | —           | —           | —           |                                                            | All Hope Is Gone                                                      |
| 2009                                                                                               | Sulfur                        | —           | —           | 18          | —           | —           | —           | —           | —           | —           | —           |                                                            | All Hope Is Gone                                                      |
| 2009                                                                                               | Snuff                         | 110         | 12          | 2           | 6           | —           | —           | —           | —           | —           | —           | - CAN: Platino - UK: Argento - USA: Platino                | All Hope Is Gone                                                      |
| 2014                                                                                               | The Negative One              | —           | —           | 33          | 21          | —           | —           | —           | —           | —           | 71          |                                                            | .5: The Gray Chapter                                                  |
| 2014                                                                                               | The Devil in I                | 123         | —           | 2           | 12          | —           | —           | —           | —           | —           | 135         | - CAN: Platino - UK: Argento - USA: Oro                    | .5: The Gray Chapter                                                  |
| 2014                                                                                               | Custer                        | —           | —           | 28          | —           | —           | —           | —           | —           | —           | —           |                                                            | .5: The Gray Chapter                                                  |
| 2014                                                                                               | XIX                           | —           | —           | —           | —           | —           | —           | —           | —           | —           | —           |                                                            | .5: The Gray Chapter                                                  |
| 2014                                                                                               | Sarcastrophe                  | —           | —           | —           | —           | —           | —           | —           | —           | —           | —           |                                                            | .5: The Gray Chapter                                                  |
| 2014                                                                                               | AOV                           | —           | —           | —           | —           | —           | —           | —           | —           | —           | —           |                                                            | .5: The Gray Chapter                                                  |
| 2014                                                                                               | Skeptic                       | —           | —           | —           | —           | —           | —           | —           | —           | —           | —           |                                                            | .5: The Gray Chapter                                                  |
| 2015                                                                                               | Killpop                       | —           | —           | 10          | 31          | —           | —           | —           | —           | —           | —           |                                                            | .5: The Gray Chapter                                                  |
| 2016                                                                                               | Goodbye                       | —           | —           | 22          | —           | —           | —           | —           | —           | —           | —           |                                                            | .5: The Gray Chapter                                                  |
| 2018                                                                                               | All Out Life                  | —           | —           | 17          | 15          | —           | —           | —           | —           | —           | 99          |                                                            | /                                                                     |
| 2019                                                                                               | Unsainted                     | 120         | —           | 10          | 4           | —           | —           | —           | —           | —           | 68          | - CAN: Oro - UK: Argento - USA: Oro                        | We Are Not Your Kind                                                  |
| 2019                                                                                               | Solway Firth                  | —           | —           | —           | 8           | —           | —           | —           | —           | —           | —           |                                                            | We Are Not Your Kind                                                  |
| 2019                                                                                               | Nero forte                    | —           | —           | —           | —           | —           | —           | —           | —           | —           | —           |                                                            | We Are Not Your Kind                                                  |
| 2021                                                                                               | The Chapeltown Rag            | —           | —           | 28          | 19          | —           | —           | —           | —           | —           | —           |                                                            | The End, So Far                                                       |
| 2022                                                                                               | The Dying Song (Time to Sing) | —           | —           | 27          | —           | —           | —           | —           | —           | —           | —           |                                                            | The End, So Far                                                       |
| 2022                                                                                               | Yen                           | —           | —           | —           | —           | —           | —           | —           | —           | —           | —           |                                                            | The End, So Far                                                       |
| 2023                                                                                               | Bone Church                   | —           | —           | —           | —           | —           | —           | —           | —           | —           | —           |                                                            | /                                                                     |
| "—" indica una pubblicazione che non si è classificata o che non è stata pubblicata in quel Paese. |                               |             |             |             |             |             |             |             |             |             |             |                                                            |                                                                       |

## Videografia

### Album video
| Titolo | Dettagli | Classifiche | Classifiche | Classifiche | Classifiche | Certificazioni               |
| Titolo | Dettagli | US          | FIN         | GER         | NZL         | Certificazioni               |
| ------ | --- | ----------- | ----------- | ----------- | ----------- | ---------------------------- |
| 1999   | Welcome to Our Neighborhood - Pubblicato: 9 novembre 1999 - Etichetta: Roadrunner - Formati: VHS, DVD       | 1           | —           | —           | —           | - USA: Platino               |
| 2002   | Disasterpieces - Pubblicato: 25 novembre 2002 - Etichetta: Roadrunner - Formati: 2DVD                       | 3           | 1           | —           | —           | - USA: 4× Platino - GER: Oro |
| 2006   | Voliminal: Inside the Nine - Pubblicato: 5 dicembre 2006 - Etichetta: Roadrunner - Formati: DVD             | 5           | —           | 84          | —           | - USA: Platino               |
| 2010   | (sic)nesses - Live at Download - Pubblicato: 28 settembre 2010 - Etichetta: Roadrunner - Formati: 2 DVD, BD | 1           | 1           | 58          | 3           | - USA: Platino               |

### Video musicali
| Anno | Titolo                            | Regista/i                     |
| ---- | --------------------------------- | ----------------------------- |
| 1999 | Spit It Out                       | Thomas Mignone                |
| 1999 | Surfacing (Live)                  | Thomas Mignone                |
| 1999 | Wait and Bleed                    | Thomas Mignone                |
| 2000 | Wait and Bleed (Animated Version) | Marc Smerling                 |
| 2001 | Left Behind                       | Dave Meyers                   |
| 2002 | My Plague (New Abuse Mix)         | Matthew Amos, Simon Hilton    |
| 2002 | People = Shit (Live)              | Matthew Amos                  |
| 2002 | The Heretic Anthem (Live)         | Matthew Amos                  |
| 2003 | Scissors                          | Shawn Crahan                  |
| 2004 | Duality                           | Tony Petrossian, Shawn Crahan |
| 2004 | Vermilion                         | Tony Petrossian               |
| 2004 | Vermilion Pt. 2                   | Marc Klasfeld                 |
| 2005 | Before I Forget                   | Tony Petrossian               |
| 2005 | The Nameless (Live)               | Shawn Crahan                  |
| 2007 | The Blister Exists                | Shawn Crahan                  |
| 2008 | Psychosocial                      | P. R. Brown                   |
| 2008 | Dead Memories                     | Shawn Crahan, P. R. Brown     |
| 2009 | Sulfur                            | Shawn Crahan, P. R. Brown     |
| 2009 | Snuff                             | Shawn Crahan, P. R. Brown     |
| 2010 | Psychosocial (Live)               | John Probyn                   |
| 2014 | The Negative One                  | Shawn Crahan                  |
| 2014 | The Devil in I                    | Shawn Crahan                  |
| 2014 | Custer (Live)                     | Shawn Crahan                  |
| 2015 | Killpop                           | Shawn Crahan                  |
| 2015 | XIX                               | Shawn Crahan                  |
| 2018 | All Out Life                      | Shawn Crahan                  |
| 2019 | Unsainted                         | Shawn Crahan                  |
| 2019 | Solway Firth                      | Shawn Crahan                  |
| 2019 | Birth of the Cruel                | Shawn Crahan                  |
| 2019 | Nero forte                        | Shawn Crahan                  |
| 2022 | The Chapeltown Rag                | Shawn Crahan                  |
| 2022 | The Dying Song (Time to Sing)     | Shawn Crahan                  |
| 2022 | Yen                               | Shawn Crahan                  |
| 2023 | Yen: Director's Cut (Bone Church) | Shawn Crahan                  |
| 2023 | Death March                       | Shawn Crahan                  |
| 2023 | Memories (Adderall - Rough Demo)  | Shawn Crahan                  |
| 2023 | Hive Mind                         | Shawn Crahan                  |